# Entweder – oder? (Quizsendung)
entweder – oder? ist eine von Ben Blümel moderierte Quizsendung, bei der jede Frage zwei Antwortmöglichkeiten bietet. Sie wurde vom 9. Oktober 2017 bis zum 20. Oktober 2017 werktags um 19:30 Uhr von ZDFneo ausgestrahlt. Die erste Staffel umfasst 10 Folgen und wurde von der Gruppe 5 Filmproduktion GmbH produziert.

## Spielablauf
Zwei Kandidaten treten in einem Duell in fünf Spielrunden gegeneinander an. In den ersten vier Spielrunden, die jeweils aus fünf Fragen eines Themas bestehen, beantworten beide Kandidaten die Fragen gleichzeitig, wobei eine der beiden Antwortmöglichkeiten innerhalb von fünf Sekunden gewählt werden muss. Eine richtige Antwort wird mit einem Punkt honoriert. In der fünften Spielrunde, die aus maximal zehn Fragen besteht, zählt nur die Antwort des schnelleren Kandidaten. Bei richtiger Antwort erhält er zwei Punkte, bei falscher sein Gegner.
Der Sieger des Duells hat die Wahl, entweder eine Finalrunde oder ein weiteres Duell zu spielen. Gewinnt er das nächste Duell, kann er sich wieder zwischen diesen beiden Möglichkeiten entscheiden. Für jedes gewonnene Duell erhöht sich die Gewinnsumme in der Finalrunde um 1.000 €. Verliert er das folgende Duell jedoch, geht er leer aus. In der Finalrunde müssen innerhalb von einer Minute zehn Fragen korrekt beantworten werden, damit die Gewinnsumme ausgeschüttet wird.
Da die Duelle fortlaufend gespielt werden, kann sich ein Duell über zwei Sendungen hinziehen. Das letzte Duell in der zehnten Folge bestand aus Zeitgründen nur aus vier Spielrunden.

### Beispielfragen aus der Sendung
- Ist eine Aussage richtig / falsch?

Bsp.: Queen Elisabeth II. hat drei Kinder. → siehe
- Begriffe, Bilder, Rechenaufgaben, Fragen etc. einer Kategorie zuordnen:

Bsp.: Das Staatsoberhaupt der Bundesrepublik Deutschland ist ...? ein Mann oder eine Frau?
Bsp.: Zervix: Asterix oder Medizin?
Bsp.: 3 hoch 4: gerade oder ungerade?

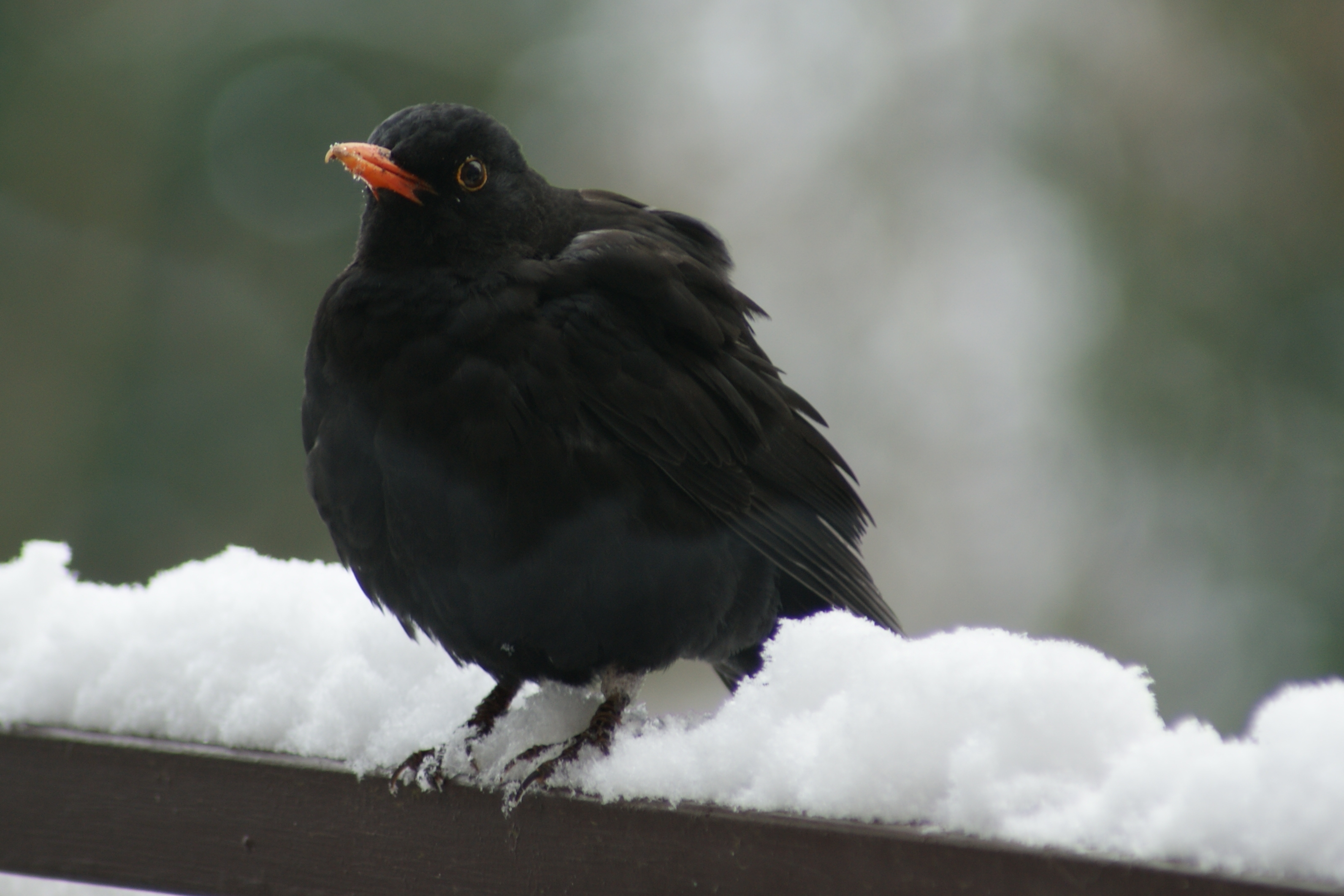
Amsel oder Star?
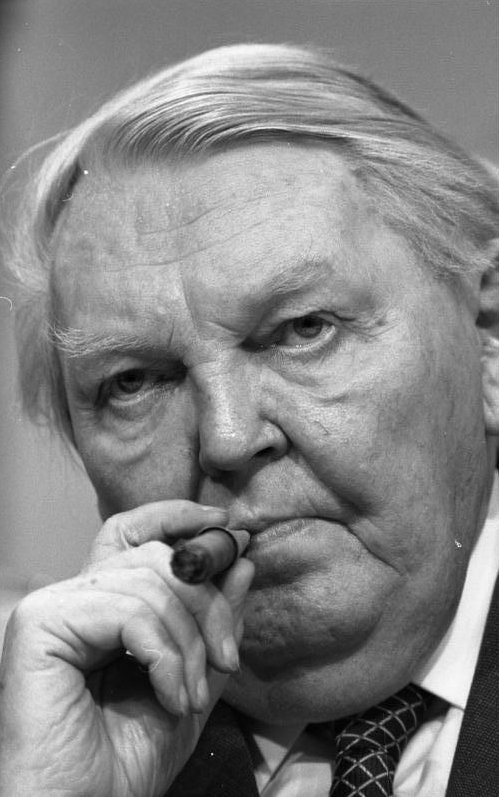
SPD oder CDU?

## Episodenliste
| Ausgabe | Erstausstrahlung | Duell    | Kandidaten                                 | Kandidaten                                           | Gewinn- summe | Quote   |
| Ausgabe | Erstausstrahlung | Duell    | A                                          | B                                                    | Gewinn- summe | Quote   |
| ------- | ---------------- | -------- | ------------------------------------------ | ---------------------------------------------------- | ------------- | ------- |
| 01      | 09. Okt. 2017    | 1        | Tom Borgs-Orlando (Kanzleimanager)         | Carsten Balkau (kaufmännischer Angestellter)         | 1.000 €       | 610.000 |
| 01      | 09. Okt. 2017    | 02A      | Ulla Wessels (Rentnerin)                   | Thomas Wieberg (Creative Director)                   | 2.000 €       | 610.000 |
| 02      | 10. Okt. 2017    | 02B      | Ulla Wessels (Rentnerin)                   | Thomas Wieberg (Creative Director)                   | 2.000 €       | 510.000 |
| 02      | 10. Okt. 2017    | 03A      | Christoph Röttgers (Student)               | Thomas Wieberg (Creative Director)                   | 2.000 €       | 510.000 |
| 03      | 11. Okt. 2017    | 03B      | Christoph Röttgers (Student)               | Thomas Wieberg (Creative Director)                   | 2.000 €       | 580.000 |
| 03      | 11. Okt. 2017    | 4        | Christine Schell (Betriebswirtin)          | Peter Jeschke (Reisebürokaufmann)                    | 2.000 €       | 580.000 |
| 04      | 12. Okt. 2017    | 5        | Christine Schell (Betriebswirtin)          | Jens Teschke (Geschäftsführer eines Berufsverbandes) | 2.000 €       | 440.000 |
| 04      | 12. Okt. 2017    | 06A      | Anne Paltian (Freiberufliche Historikerin) | Heidrun Friederich (Rentnerin)                       |               | 440.000 |
| 05      | 13. Okt. 2017    | 06B      | Anne Paltian (Freiberufliche Historikerin) | Heidrun Friederich (Rentnerin)                       | 490.000       |         |
| 05      | 13. Okt. 2017    | 7        | Ilias Germanidis (Facility Manager)        | Heidrun Friederich (Rentnerin)                       | 490.000       | 0 €     |
| 06      | 16. Okt. 2017    | 7/Finale | Ilias Germanidis (Facility Manager)        | (bereits ausgeschieden)                              | 520.000       | 0 €     |
| 06      | 16. Okt. 2017    | 8        | Miriam Schönrock (Redakteurin)             | Marcus Klein (Kinderarzt)                            | 520.000       | 0 €     |
| 06      | 16. Okt. 2017    | 09A      | Peter Bartel (Rentner)                     | Christin Hoffmann (Beamtin)                          | 520.000       | 0 €     |
| 07      | 17. Okt. 2017    | 09B      | Peter Bartel (Rentner)                     | Christin Hoffmann (Beamtin)                          | 430.000       | 0 €     |
| 07      | 17. Okt. 2017    | 10A      | Jan Fischer (Chemiker)                     | Erika Rubinstein (Konferenzdolmetscherin)            | 430.000       | 2.000 € |
| 08      | 18. Okt. 2017    | 10B      | Jan Fischer (Chemiker)                     | Erika Rubinstein (Konferenzdolmetscherin)            | 510.000       | 2.000 € |
| 08      | 18. Okt. 2017    | 110      | Jan Fischer (Chemiker)                     | Oliver Alber (Geschäftsführer)                       | 510.000       | 2.000 € |
| 09      | 19. Okt. 2017    | 120      | Renate Seuling (Stylistin)                 | Peter Radon (Mediaberater)                           | 0 €           | 420.000 |
| 09      | 19. Okt. 2017    | 13A      | Tina DeLisa (Außendienstmitarbeiterin)     | Peter Radon (Mediaberater)                           | 0 €           | 420.000 |
| 10      | 20. Okt. 2017    | 13B      | Tina DeLisa (Außendienstmitarbeiterin)     | Peter Radon (Mediaberater)                           | 0 €           | 650.000 |
| 10      | 20. Okt. 2017    | 140      | Christopher Druck (Student)                | Thomas Braun (Unternehmensberater)                   | 1.000 €       | 650.000 |

Legende
|  | = | Duell-Sieger mit erfolgreicher Finalrunde      |
|  | = | Duell-Sieger, der in der Finalrunde unterliegt |
|  | = | Duell-Sieger, der im weiteren Duell unterliegt |

## Quoten
Die erste Staffel wurde im Schnitt von 520.000 Zuschauern verfolgt, was einem Marktanteil von 1,9 Prozent entsprach. Die höchste Zuschauerzahl erreichte die finale zehnte Ausgabe, die von 650.000 Menschen gesehen wurde, was einem Marktanteil von 2,5 Prozent entsprach. Die am Vortag ausgestrahlte neunte Folge wurde hingegen nur von 420.000 Zuschauern (1,6 Prozent Marktanteil) verfolgt, womit diese die geringste Zuschauerresonanz fand.

## Rezeption
Timo Niemeier attestiert dem Moderator in seiner Kritik bei DWDL.de zur ersten Sendung: „Ben macht seine Sache gut. [...] Den alten Witz: ‚Diese zwei Antworten sind leider… richtig‘, beherrscht er ohne Probleme.“ Ebenso lobt er, dass sich „[ZDFneo] nicht lumpen lassen hat [...] beim Studio, das mit viel türkis und Holzoptik punktet.“ Dagegen kritisiert er, dass die Sendung zu lang sei, da das Ende eines Duells selten das Ende der Sendung ist: „[...] weil die Macher zuvor entschieden hatten, dass ‚Entweder – oder‘ mehr als 40 Minuten lang sein wird, ging es einfach wieder von vorne los. Ein bisschen wirkt es so, als wäre die Quizshow ursprünglich mal als Halbstünder geplant gewesen. Gerade eben auch, weil die zwei Kandidaten mindestens 30 Minuten gegeneinander spielen und es so eigentlich ein natürliches Ende gibt.“